# Равенсбург
Ра́венсбург (нем. Ravensburg [ˈʁaːvn̩sbʊʁk] или [ˈʁaːfn̩sbʊʁk], алем. нем. Raveschburg [ˈʁaːv̊əʃb̥ʊʁg̊]) — город в Германии, районный центр, расположен в земле Баден-Вюртемберг.
Подчинён административному округу Тюбинген. Входит в состав района Равенсбург. Подчиняется управлению Миттлерес Шуссенталь. Население составляет 49 418 человека (на 31 декабря 2009 года). Занимает площадь 92,04 км². Официальный код — 08 4 36 064.
Город подразделяется на 4 городских района.

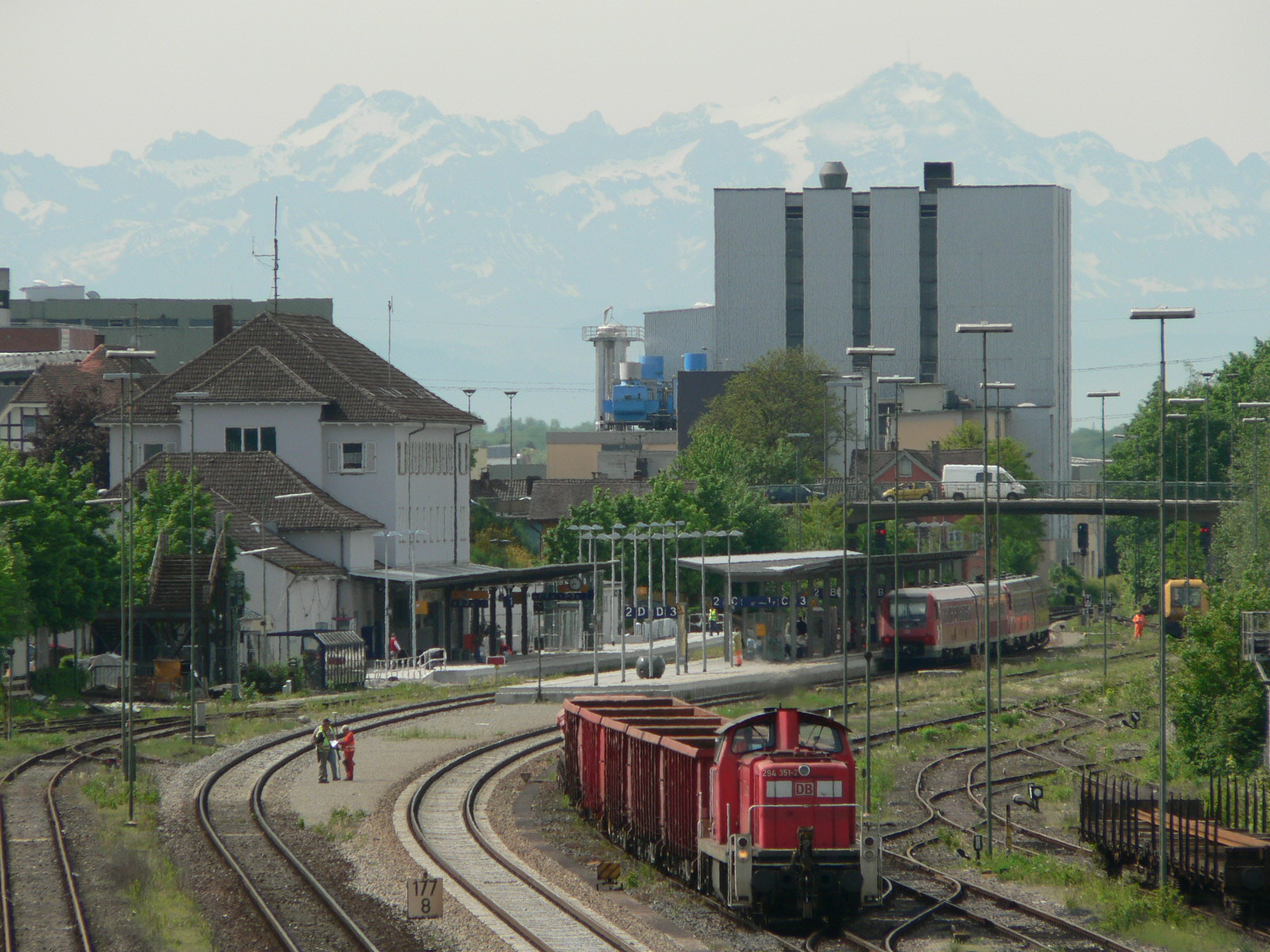

## История
Первое документальное упоминание города относится к 1088 году.
Считается, что город построен графом Вельфом II Альторофским, умершим в 1030 году. С 1180 года принадлежал Гогенштауфенам.
В 1276 году получил права вольного города, которое потерял в 1803 году.
В 1331 году присоединился к союзу швабских городов, с 1803 года принадлежал Баварии, в 1810 году перешёл к Вюртембергу.

## Достопримечательности
На юге города со смотровой площадки замка Вальдбург (772 м) открывается чудесный вид на Боденское озеро и Альпы. Старинная ратуша, памятник Вильгельму I. Исторический центр города богат сохранившимися зданиями. Город знаменит своими башнями (за их обилие его называли «Швабским Нюрнбергом»), сохранились также части крепостной стены.

## Экономика
В Равенсбурге развито машиностроение, находится завод кондитерских изделий «Текрум» и завод всемирно известной фирмы по производству пазлов, «Равенсбургер».

## Города-побратимы
У Равенсбурга есть города-побратимы:
- Брест
- Вараждин
- Косвиг
- Монтелимар
- Риволи
- Ронта-Кинон-Тав